# Al Mirqab
Le yacht Al Mirqab est l'un des plus grands yachts à moteur de luxe privé du monde, construit en 2008 au chantier Peters Schiffbau à Wewelsfleth en Allemagne sous le nom de projet May.
Il est la propriété de Hamad ben Jassem al-Thani, ancien Premier ministre du Qatar.
L'architecture navale a été conçue par Kusch Yachts, tandis que le design de l'extérieur a été conçu par Tim Heywood Design, et l'intérieur du yacht a été conçu par Andrew Winch Designs.
En 2013, Al Mirqab est le treizième plus grand yacht du monde, avec une longueur de 133,2 mètres (436,4 pieds).
Le Al Mirqab est situé pendant la plus grande partie de l'année à Faliro, dans la zone côtière d'Athènes en Grèce, mais on le retrouve aussi parfois sur la côte croate dans le port de Rijeka. 

## Caractéristiques
La coque du Al Mirqab est en acier, tandis que sa superstructure est en aluminium, d'une longueur de 133,2 mètres (436,4 pieds) de long pour une largeur de 20,90 m, d'un tirant d'eau de 4,90 m, le tout pour une jauge brute de 9 518 t. Son pont terrasse est en teck.
Motorisé par 2 moteurs diesel électrique d'une puissance totale de 13 400 ch (10 000 kW), le yacht atteint une vitesse de croisière de 21 nœuds (38,9 km/h) avec une vitesse maximum de 23 nœuds (42,6 km/h) grâce à 2 hélices. 
Le Al Mirqab dispose d'un grand espace habitable, dont 10 suites de grande luxe pour héberger 24 invités, avec deux suites VIP pour le propriétaire d'un yacht. Les suites sont grandes, chacune avec leur propre salle de bains, et une chambre à double vue.
Il peut accueillir jusqu'à 60 passagers, le tout servi par 60 membres d'équipage. 

Il possède les aménagements des yachts de luxe, à savoir de stabilisateurs d'ancrage, d'un Jacuzzi sur le pont arrière, d'une piscine, d'une bibliothèque, d'un cinéma mais aussi d'une hélisurface avec un hélicoptère Eurocopter EC-155.

## Sources
- (en) Cet article est partiellement ou en totalité issu de l’article de Wikipédia en anglais intitulé « Al Mirqab (yacht) » (voir la liste des auteurs).
- Al Mirqab , sur Charterworld.com